# Pasion
Pasion (altgriechisch Πασίων Pasíōn; * vor 400 v. Chr.; † 370 v. Chr.) war ein athenischer Bankier.
Er war zunächst Sklave, wurde dann freigelassen und galt dann ab ca. 400 v. Chr. bis zu seinem Tod als der bekannteste Bankier Athens. Während er offenbar schon in seiner Zeit als Sklave sehr erfolgreich im Bankgeschäft tätig gewesen war, war er jetzt nebenbei auch noch Schildfabrikant. Pasion wurde trotz seiner gesellschaftlich wenig anerkannten Herkunft schließlich attischer Bürger. Er war der Vater des berühmten Redners Apollodoros.